# フィンランド語版ウィキペディア
フィンランド語版ウィキペディア（フィンランドごばんウィキペディア、Suomenkielinen Wikipedia）は、ウィキペディアのフィンランド語版である。

## 概要
ウィキペディア全言語版中で23番目に記事数が多く、2018年3月現在、約43万項目の記事をもつ。フィンランド語版ウィキペディアは2002年に開始したが、しばらくはほとんど記事が執筆されていない状態であった。2003年初めには記事数は僅か6項目だけであったが、その1年間で3000項目を越すまでに急増した。また、同年11月にはウィキペディアのシステムがMediaWiki（当時の呼称は「Phase III」）に移行し、フィンランド国内においてメディアに取り上げられたり、記事の質が向上したことなどにより、さらに発展を遂げて今に至る。2007年2月11日、10万項目以上の記事をもつ13番目のウィキペディアとなった。
なお、言語間リンクなどではフィンランド語の現地表記に従ってSuomiと表示される。
- 総記事数 432,271項目
- 総項目数 1,167,578項目
- 総編集回数 17,077,493回
- 登録利用者数 375,582人（うち1,798人が過去１ヶ月間に活動し、うち37人が管理者）

(2018年3月1日)

## 歴史
- 2002年 開始
- 2003年6月 総記事数が1000項目を達成
- 2003年9月 総記事数が2000項目を達成
- 2004年4月 総記事数が5000項目を達成
- 2004年10月14日 総記事数が1万項目を達成
- 2005年4月27日 総記事数が2万項目を達成
- 2006年2月21日 総記事数が5万項目を達成
- 2007年2月11日 総記事数が10万項目を達成
- 2008年2月4日 総記事数が15万項目を達成
- 2009年4月12日 総記事数20万項目を達成
- 2010年9月24日 総記事数が25万項目を達成
- 2012年6月26日 総記事数が30万項目を達成
- 2014年7月9日 総記事数が35万項目を達成
- 2016年8月29日 総記事数が40万項目を達成